# Границы естественно-научного образования понятий
Границы естественно-научного образования понятий (нем. Die Grenzen der naturwissenschaftlichen Begriffsbildung) — основополагающая книга немецкого философа неокантианского направления Генриха Риккерта, опубликованная во Фрайбурге в 1896 году. Работа принесла Риккерту признание в академических кругах и повлияла на социологию Макса Вебера. Переиздавалась на русском языке в 1903 и 1997 годах (СПб., Наука).

## Оглавление
1. Познание телесного мира в понятиях
2. Природа и дух
3. Природа и история
4. Историческое образование понятий
5. Философия природы и философия истории

## Содержание
Риккерт отмечает кризис современной ему философии Новейшего времени (нем. der neueren Zeit), которая «подпала под влияние естественных наук». Это проявляется как в охлаждении интереса к ней со стороны широкой публики, а также в «философском малодушии» (нем. der philosophischen Feigheit). Сциллой и Харибдой философии «нашего времени» Риккерт называет фантазирование и специализацию. Между тем он напоминает о психофизическом дуализме Декарта. Поэтому необходимо очертить границу применимости естественно-научного метода. История имеет дело с духовными процессами, а потому естественно-научный метод к ней неприменим. Однако историческая наука находится в неудовлетворительном состоянии. Гегель постулирует в истории «смысл (нем. Sinn), разум и план». Огюст Конт, напротив, не видит в истории смысла, разума и плана, зато обнаруживает законы. Риккерт критикует Конта за «натурализм», то есть редукцию духовных процессов к природным. История является составной частью «наук о духе».
Образование понятий — это цель всякой научной деятельности. Естественно-научные понятия начинаются с описания, а заканчивается классификацией. Их смысл в устранении многообразия фактов, в поиске единства мира. Однако естественные науки не воспринимают ни единичные факты, ни целое.
Риккерт также вводит различие между объяснением (Erklärung) и описанием (Beschreibung), причём только первому соответствует понимание и подразумевает как нахождение общего понятия, так и раскрытие составных частей явления. Кроме того, в объяснении необходимо присутствует «сверхэмпирический» элемент, которого нет в описании. При этом, как правило, «естествознание сводится к описанию». Объяснению поддаются поступки (как проявления духа), а описанию — явления природы. Между тем, определённую проблему для этого различения представляет душа человека, которая отчасти принадлежит миру природы и может быть рассмотрена как предмет естественных наук. Для этого Риккерт вводит различие между «гносеологическим» и «психологическим» субъектом.